# 王晓瑶
王晓瑶（1973年7月—），女，中华人民共和国外交官，现任中华人民共和国驻哥斯达黎加共和国特命全权大使。

## 生平
王晓瑶曾任驻欧盟使团政治处一等秘书、外交部欧洲司德国处处长和驻德国大使馆政治处参赞、公使衔参赞。2021年，任外交部欧洲司副司长。2024年5月，出任中华人民共和国驻哥斯达黎加大使。